# Chad Conners
Chad Conners (también conocido como Chad Connors, nacido el 23 de junio de 1974 en San Diego, California) es un actor de pornografía gay estadounidense.
Actuó y grabó para cerca de 90 películas según IAFD, la gran mayoría de sus películas se produjeron en los últimos años de la década de 1990.

## Premios y nombramientos
- 1995 Premios Grabby - ganador - Mejor Actor Nuevo.[2]